# Diseño de interfaces de aplicaciones
Hoy en día un buen diseño es el que nos atrae más a las personas y el que elegimos a simple vista. Para conseguir hacer una buena app y que resalte entre las otras, el truco está en la simplicidad y como saberla utilizar. Así que lo más importante es la simplicidad en el diseño, pero también la simplicidad y la facilidad a la hora de navegar por la aplicación.

## Estilo de las interfaces
La interfaz de una aplicación es como la ropa que te pones para salir a la calle. Está compuesta por botones, gráficos, iconos y fondos de pantalla que tienen una apariencia visual diferente de cada uno de los sistemas operativos, Android, iOS y Windows Phone tienen su propia manera de entender el diseño. El trabajo del diseñador consiste en interpretar la personalidad de cada sistema operativo para conseguir aplicaciones que sean diferentes de las demás.

## Características
Usabilidad: Esto parece obvio, pero si no lo es la aplicación no duraría ni un mes en la tienda. Tenemos que tener presente que sea sencillo para ti pero también para los usuarios que la usarán.
Fácil de aprender: Las buenas aplicaciones son intuitivas y no les hacen falta muchas explicaciones para que los usuarios las entiendan.
Código y significantes: Los códigos que pones en cualquier lugar de la aplicación siempre tendrán que tener el mismo significado. 
Diseño enfocado a metas: conoce primero a tu usuario antes de empezar a diseñar, el diseño enfocado a metas orientado al que tu target busca te hará más sencillo determinar qué elementos son necesarios y qué no dentro de tu aplicación.
Patrones y texturas planas: Lo más atractivo de hoy en día son los fondos con texturas planas.
Esquemas de colores simples: El color se utiliza estratégicamente para crear interés visual, sin añadir ningún elemento de diseño aparte.
Efectos de desenfocamiento: Los fondos desenfocados son una de las cosas que hacen más atractivas las aplicaciones.
Uso de tipografía: El hecho de utilizar diferentes tipografías puede ser signo de una app descuidada. Por ello, lo más adecuado es utilizar una tipografía que sea legible a simple vista y que no cueste de leer.

## Iconos y pantalla inicial
Dicen que la primera impresión es la que cuenta. En el mundo de las aplicaciones esta primera impresión está limitada a dos componentes visuales: el icono de lanzamiento y la pantalla inicial -también llamada splash- que se mostrará muchas veces al abrir la aplicación.
Estos elementos se verán antes de nada, incluso, antes de empezar a utilizar realmente la aplicación. No despreciar su importancia y darlos la atención que merecen, garantiza arrancar con el pie derecho.

## Grilla o retícula de construcción
En el diseño de interfaces para móviles, la grilla permite establecer márgenes y determinar la ubicación de los botones, la separación de la tipografía y el espacio interior y exterior de los contenedores. Por supuesto, cada uno de los sistemas operativos tiene diferentes retículas y por tanto, diferentes módulos.

## Tipografía
Cómo en cualquier diseño, el objetivo de la tipografía es conseguir que el texto se lea con claridad. Esto se consigue no solo con una adecuada elección de la tipografía, sino también gestionando su tamaño, separación entre líneas, ancho de columnas y contraste visual con el fondo.

## Color
El color también es una de las cosas más importantes puesto que depende mucho del aspecto visual, ya que cada color puede significar una cosa. También sirve para separar apartados y así poder diferenciar y leer las cosas más fácilmente.

## Interfaces nativas o personalizadas
Las interfaces nativas son las que vienen ya hechas para facilitarte un poco el trabajo a la hora de crear la aplicación. Tienen un aspecto ya definido en cuanto a color, medida o tipografía.
Es recomendable, al empezar, que definas la interfaz con elementos nativos, para que no sea necesario crear todos los elementos de nuevo. El inconveniente de las interfaces nativas es que no puedes personalizar el diseño 100 % a tu gusto y te tienes que adaptar a algunos elementos que quizás no te gustan o no puedes mover.